# Andriza Mircovich
Andriza (ou Andrew) Mircovich (c. 1879 - 14 mai 1913) est un criminel austro-hongrois de descendance monténégrine. Il est le seul prisonnier à jamais avoir été exécuté par balles dans l'État du Nevada. Il avait été condamné à mort pour le meurtre prémédité de John Gregovich à Tonopah, Nevada. Mircovich pensait que Gregovich lui devait plus d'argent à la suite de la liquidation de la succession de son cousin, et décida de régler la question en poignardant Gregovich à mort.
Un statut fut adopté en 1911 par l'assemblée législative du Nevada qui permit au condamné à mort de choisir de mourir par balle ou par pendaison ; cette loi a été annulée en 1921. Mircovich insista pour la mort par balle, affirmant que la pendaison prenait souvent trop de temps. Après que le directeur de la prison d'État du Nevada, George W. Cowing, n'a pas été capable de trouver les cinq hommes pour former un peloton d'exécution, une machine de tir automatique a été réquisitionnée et construite pour procéder à l'exécution.

## Contexte

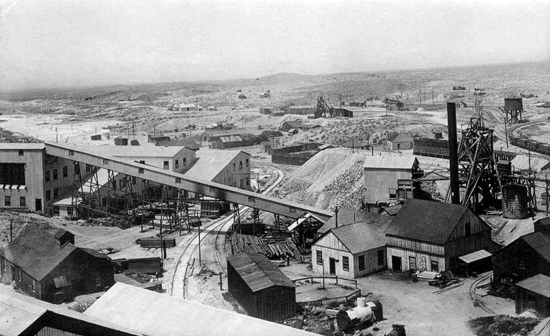
Le cousin de Mircovich est mort dans la mine de Tonopah Belmont en février 1911.

Andriza Mircovich était un mineur âgé de 31 ans et un immigrant d'Autriche-Hongrie récemment arrivé au Nevada. Mircovich parlait très peu l'anglais et arrivait à peine lire et à écrire dans sa langue maternelle, un dialecte serbe. Son cousin Christopher Mircovich mourut dans l'incendie de la mine de Tonopah Belmont, le 23 février 1911. Comme Christopher n'avait pas de testament, sa succession fut remise à l'administrateur public du Comté de Nye, Arthur H. Keenan. Sur la recommandation du Procureur de District James A. Sanders, les survivants de la fratrie de Christopher Mircovich, Andriza, Vasso et Maria, rencontrèrent John Gregovich le 10 mai 1911. Gregovich, également surnommé Greggory, était un compatriote monténégrin de Castellastva (aujourd'hui Petrovac), qui s'occupait d'autres cas de mineurs serbe décédés dans l'incendie. Mircovich, qui ne connaissait pas l'homologation des lois dans le Nevada, a commencé à maudire Gregovich et Sanders, frustré d'être incapable de prendre le contrôle exclusif de la succession.
Au moment de sa mort, la succession de Christopher Mircovich incluait 520 dollars en espèces, et un règlement de 2 000 $ de la société Tonopah Belmont. Le 17 juillet 1911, Gregovich émis un chèque de 50 $ à l'ordre d'Andriza Mircovich, suivi par un autre chèque de 1 742,50 $ à Vasso et Maria le 22 juillet. 507,32 $ ont été ajoutés à la succession pour les mandats au nom de Christopher. Après règlement des frais juridiques et administratifs, il restait 966,25 $ de fonds non décaissés dans la succession. Mircovich croyait que plus d'argent lui était dû et ses demandes évoluèrent rapidement en menaces contre Gregovich. Le 14 novembre 1911, Gregovich demanda au Juge de District, Peter J. Sommers, d'être déchargé de l'exécution testamentaire. Se sentant trahis, Mircovich promis de prendre les choses en mains. À l'époque, les immigrants slaves méridionaux réglaient généralement leurs différends dans les camps de mineurs au couteau.

## La mort de John Gregovich

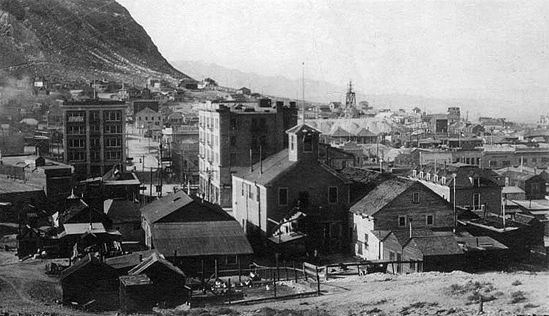
Tonopah, Nevada, où Mircovich tue John Gregovich en mai 1912.

Tôt dans la matinée du 14 mai 1912, Gregovich était au dépôt de train de Tonopah et Goldfield pour récupérer une facture d'épicerie, et conversait avec le docteur J. R. Masterson. Mircovich était venu au dépôt depuis le cimetière pour voir qui arrivait sur le train du matin. Quand il vit Gregovich sur le quai de la gare, Mircovich dit : « Je te tuerai, vieux fils de pute ! ». Il poignarda ensuite Gregovich de coups de couteau dans la poitrine puis dans l'aine, perforant le poumon et atteignant son artère fémorale. Le docteur Masterson opéra alors un garrot sur l'artère avec une pince hémostatique sortie de son sac médical. Le shérif adjoint William Walker appréhenda immédiatement Mircovich, qui lui confia que l'arme utilisée était la sienne et que Gregovich avait pris son argent. Malgré les efforts d'une équipe de médecins, Gregovich décéda d'un choc à 13:00 h à l'hôpital Miner. À la prison du Comté de Nye, Mircovich dit au Shérif Ed Malley qu'il "voulait tuer John Gregovich", mais Malley ne l'avait pas averti que ses déclarations pourraient être utilisées contre lui au tribunal.

### Le procès et la condamnation

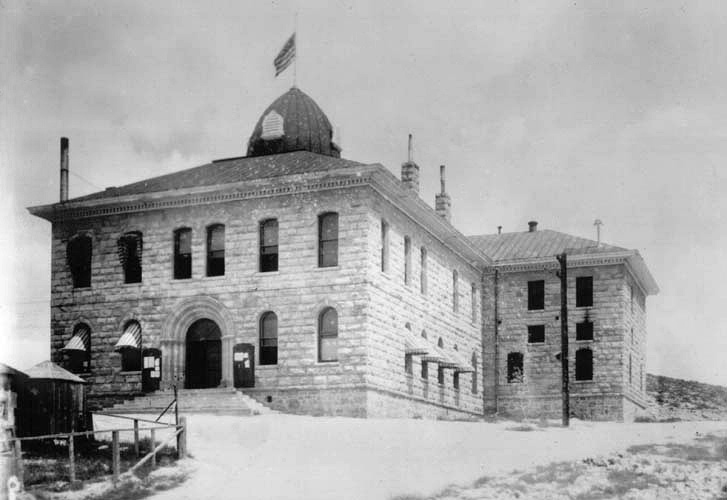
Mircovich sera condamné au tribunal du comté de Nye le 15 juin 1912.

Lors de l'audition du grand jury le lendemain, le juge du Comté de Nye Mark R. Averill refusa la caution, le cas Micovich étant un crime capital. George B. Thatcher, avocat commis d'office de Mircovich, dut quitter la ville le 1er juin 1912 pour la convention démocrate de l'État à Fallon. Averill désigna donc Patrick M. Bowler pour défendre Mircovich jusqu'au retour de Thatcher le 5 juin. L'affaire fut poursuivie par le procureur Sanders. Les témoins affirmèrent que Mircovich avait menacé de mort Gregovich, et qu'il avait été jeté du bureau de Gregovich à une occasion. Lors de sa déclaration finale, Sanders mit au défi le jury entièrement masculin d'avoir le « courage » (manhood) de « défendre la loi de mon pays et son amour de la liberté de chacun » ou sinon « nous pourrions simplement dynamiter ce vieux tribunal. Nous pourrions juste expulser le juge du tribunal [take his Honor off the bench] et dire que nous n'avons pas de loi dans le comté de Nye ».

Le 15 juin 1912, Mircovich fut reconnu coupable de meurtre avec préméditation. Il fut condamné à mort par le juge Averill. Mircovich embarqua dans un train à destination de la prison d'État du Nevada située à Carson City le 17 juin, escorté par le Shérif Malley et par le gardien de prison George W. Cowing. Mircovich parti sur cette déclaration : « Ils vont me soigner avec une pluie de plomb froid ». Pendant son voyage, il fut pris de nausées et supplia ses gardiens de l'abattre immédiatement, ne comprenant pas que les avocats pourraient faire appel à sa place.
L'avocat J.E. McNamara soutint devant la Cour Suprême du Nevada que Sanders avait injustement fait du tort au jury avec sa déclaration « Voilà pourquoi, messieurs du jury, si vous ne pouvez pas prononcer par votre verdict la peine capitale pour cet accusé, je propose que nous ressuscitions ce vieux Casey [qui tua Mme Hislop à Goldfield] et le laissions vivre à nouveau. » Néanmoins, l'appel fut rejeté et le jugement du tribunal fut maintenu, le juge Pat McCarran s'abstenant.

## Exécution
La prison d'État du Nevada était l'établissement désigné pour réaliser les pendaisons depuis 1903. A la demande de la population mormone, la législature du Nevada adopta une loi en 1910 qui fut mise en pratique en janvier 1911, permettant aux condamnés à choisir l'exécution par pendaison ou par balle. Seuls Mircovich et un autre détenu demandèrent la mort par balle. Cependant, la peine du second détenu fut commuée. Le directeur Cowing essaya de convaincre Mircovich de revenir sur sa décision. Mircovich ne souhaitait pas être pendu et insista pour être fusillé, affirmant que ce serait plus rapide. Cowing fut alors confronté à la difficulté de respecter la date d'exécution prévue le 29 août 1912, étant incapable de réunir 5 tireurs prêts à participer au peloton d'exécution.

### La machine à tirer

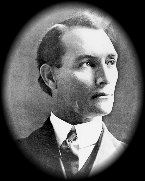
Denver S. Dickerson supervisa l'exécution.

L'État commanda ensuite qu'un râtelier de fusils soit monté sur un cadre par une fonderie de matériel de combat de l'Est,. Le dispositif d'exécution de 450 kg (1000 lb av), dénommée le « stand de tir d'acier », comprenait trois fusils Savage 1899 (en) de calibre .30-30 équipés de silencieux Maxim (en). Lorsque l'engin arriva à la prison, Cowing ne souhaita plus avoir aucun lien avec l'exécution et donna sa démission. Denver S. Dickerson, l'ancien gouverneur du Nevada et réformateur de prison, fut désigné comme le nouveau directeur. Le 13 mai 1913, l’aumônier de prison Lloyd B. Thomas de l'église épiscopale Saint-Pierre de Carson City fit une demande infructueuse au comité des grâces et des libérations conditionnelles pour la commutation de la peine de Mircovich.
"La machine à tirer" fut conçue pour être chargée de deux balles réelles et une cartouche à blanc, chacune connectée à un mécanisme à ressort hélicoïdal. L'appareil peut être déclenché en coupant trois cordes, dont une seule ferait tirer les fusils. Cette conception permettrait d'éviter aux trois gardiens sélectionnés au hasard de savoir qui serait responsable du déclenchement du tir mortel. Le matin du 14 mai, les trois gardes entrèrent dans la zone de tir, suivi par les 12 témoins invités admis dans un espace fermé de la cour. Mircovich refusa l'offre du gardien Dickerson de porter un bandeau sur les yeux et secoua la main, en déclarant : « Je suis très obligé envers toi. Vous être homme de bien pour moi ».Mircovich fut ensuite attaché à une chaise boulonnée sur une plate-forme devant la machine. Le médecin de la prison, Donald T. McLean, plaça une cible en forme de cœur au niveau de la poitrine de Mircovich. Les fusils chargés furent orientés de manière à viser la cible au niveau du cœur, et vérifiés par chaque garde. Mircovich maudit le nom de Juge Averill et dit : « je meurs comme un soldat » juste avant d'être abattu.

### Suite

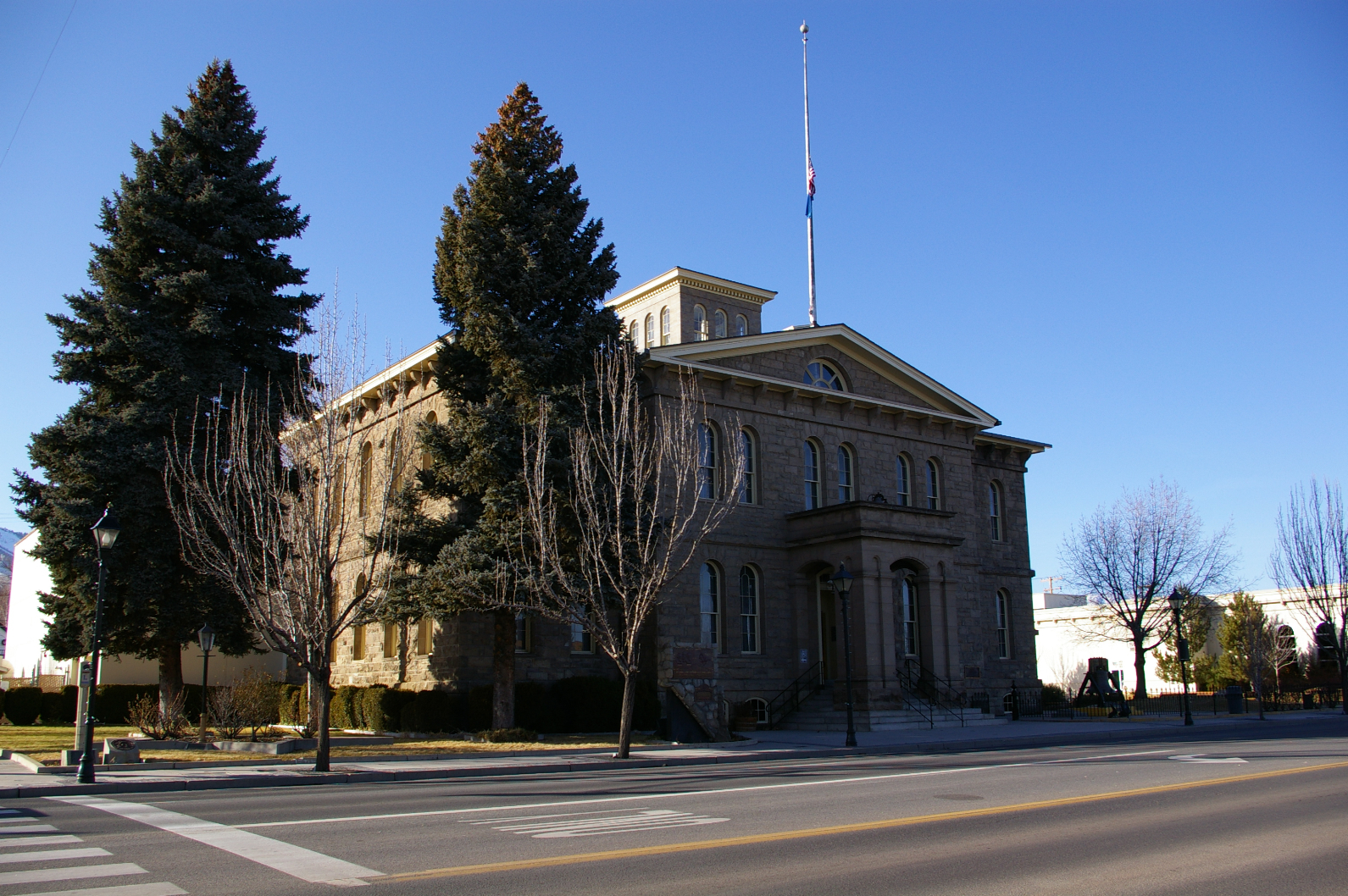
Les fusils de la machine qui a tué Mircovich, se trouvent maintenant au Nevada State Museum à Carson City.

Le docteur McLean déclara que la mort fut instantanée. L'autopsie révéla que les deux balles à pointe molle étaient à moins de 17 mm l'une de l'autre dans le cœur de Mircovich. Le révérend Thomas effectua un service informel, au cimetière de la prison l'après-midi même. Le corps de Mircovich fut enterré dans un cercueil de pin le même jour.
En 1915 lors du rapport à l'assemblée législative du Nevada, Dickerson déclara qu'en dépit de ses réserves personnelles, « l'exécution par peloton est un tout petit peu moins barbare que par pendaison et présente l'avantage de supprimer un grand nombre de possibilités de cafouillage. » Cependant, la machine ne fut jamais utilisée à nouveau et fut placée dans l'entrepôt de la prison. En juillet 1942, on en fit don avec 50 tonnes de rebuts de métal pour une campagne de collecte au cours de la seconde Guerre Mondiale. Les fusils de la machine eux-mêmes furent retrouvés au cours d'un inventaire de l'armurerie de la prison en juin 1977 et ont été donnés au Nevada State Museum de Carson City.